# The Horror
The Horror è il primo album in studio della band metal svedese Tribulation. È stato pubblicato il 19 gennaio 2009 su Pulverised Records.

## Tracce
1. Into the Jaws of Hell – 0:17
2. Crypt of Thanatophilia – 3:58
3. Curse of Resurrection – 3:40
4. Beyond the Horror – 3:53
5. The Vampyre – 2:57
6. Sacrilegious Darkness – 3:33
7. Spawn of the Jackal – 4:41
8. Seduced by the Smell of Rotten Flesh – 4:47
9. Graveyard Ghouls – 5:02

## Formazione
Gruppo
- Johannes Andersson - voce, basso
- Adam Zaars - chitarra
- Jonathan Hultén - chitarra
- Jakob Johansson - batteria